# Kirsi Hänninen
Kirsi Hänninen, född den 3 oktober 1976 i Joensuu i Finland, är en finländsk ishockeyspelare.
Hon tog OS-brons i damernas ishockeyturnering i samband med de olympiska ishockeytävlingarna 1998 i Nagano.